# Departmani u Urugvaju
Urugvaj se sastoji od 19 departmana, najvišeg stupnja administrativne podjele u Urugvaju. U glavnom gradu odnosno sjedištu svakog departmana smješten je i Upravni odjel departmana, pa je gradonačelnik sjedišta departmana ujedno i ravnatelj Upravnog odjela departmana.

## Popis departmana
| Zastava | Departman      | ISO 3166-2 kod | Godina osnivanja                      | Površina (u km²) | Stanovništvo (2011.) | Gustoća naseljenosti (st./km²) | Sjedište               |
| ------- | -------------- | -------------- | ------------------------------------- | ---------------- | -------------------- | ------------------------------ | ---------------------- |
|         | Artigas        | UY-AR          | 1884. (od Salta)                      | 11.928           | 73.378               | 6,15                           | Artigas                |
|         | Canelones      | UY-CA          | 1816. (kao Villa de Guadalupe)        | 4.536            | 520.187              | 114,68                         | Canelones              |
|         | Cerro Largo    | UY-CL          | 1821.                                 | 13.648           | 84.698               | 6,21                           | Melo                   |
|         | Colonia        | UY-CO          | 1816.                                 | 6.106            | 123.203              | 20,18                          | Colonia del Sacramento |
|         | Durazno        | UY-DU          | 1822. (kao Entre Ríos Yí y Negro)     | 11.643           | 57.088               | 4,90                           | Durazno                |
|         | Flores         | UY-FS          | 1885. (od San Joséa)                  | 5.144            | 25.050               | 4,87                           | Trinidad               |
|         | Florida        | UY-FD          | 1856. (od San Joséa)                  | 10.417           | 67.048               | 6,44                           | Florida                |
|         | Lavalleja      | UY-LA          | 1837. (kao Minas)                     | 10.016           | 58.815               | 5,87                           | Minas                  |
|         | Maldonado      | UY-MA          | 1816. (kao San Fernando de Maldonado) | 4.793            | 164.300              | 34,28                          | Maldonado              |
|         | Montevideo     | UY-MO          | 1816.                                 | 530              | 1.319.108            | 2,489                          | Montevideo             |
|         | Paysandú       | UY-PA          | 1820.                                 | 13.922           | 113.124              | 8,13                           | Paysandú               |
|         | Río Negro      | UY-RN          | 1868. (od Paysandúa)                  | 9.282            | 54.765               | 5,90                           | Fray Bentos            |
|         | Rivera         | UY-RV          | 1884. (kao Tacuarembó)                | 9.370            | 103.493              | 11,04                          | Rivera                 |
|         | Rocha          | UY-RO          | 1880. (od Maldonada)                  | 10.551           | 68.088               | 6,45                           | Rocha                  |
|         | Salto          | UY-SA          | 1837.                                 | 14.163           | 124.878              | 8,82                           | Salto                  |
|         | San José       | UY-SJ          | 1816.                                 | 4.992            | 108.309              | 21,70                          | San José de Mayo       |
|         | Soriano        | UY-SO          | 1816. (kao Santo Domingo Soriano)     | 9,008            | 82,595               | 9.17                           | Mercedes               |
|         | Tacuarembó     | UY-TA          | 1837.                                 | 15.438           | 90.053               | 5,83                           | Tacuarembó             |
|         | Treinta y Tres | UY-TT          | 1884.                                 | 9.676            | 48.134               | 4,97                           | Treinta y Tres         |

## Poveznice

### Unutarnje poveznice
- Francuski departmani
- Departmani Bolivije
- Departmani Kolumbije

### Mrežna sjedišta
- (šp.) Nacionalni kongres gradonačelnika  Arhivirana inačica izvorne stranice od 7. veljače 2022. (Wayback Machine)